# Национален център за рехабилитация на слепи
Националният център за рехабилитация на слепи е учреждение от учебно-професионален тип със седалище Пловдив, осъществява своята дейност на територията на Република България.

## Исторически сведения

### Създаване (1966 – 1975)
Центърът за рехабилитация на слепи в Пловдив е създаден на 17 октомври 1966 г. и приема за основна рехабилитация първите 12 късноослепели лица от различни краища на страната. През април същата година Централното ръководство на Съюза на слепите в България /ССБ/ взема решение за откриването на такъв Център в Пловдив и неговата организация се възлага на Христо Белобрадов – бивш учител, училищен инспектор, директор и радетел за развитието на образованието и делото на слепите в България, самият той със съдбата на късноослепял човек.
Христо Белобрадов се справя блестящо с възложената му задача. Той проучва опита на западноевропейските, централноевропейските страни и САЩ в областта на основната рехабилитация на зрително затруднените лица. Организира доставянето на специална литература и нейния превод на български език, с което поставя началото на уникална по своя характер специализирана библиотечна сбирка в областта на основната рехабилитация и професионалното обучение на късноослепелите лица.
Той привлича като консултанти и преподаватели в създаващия се Център ентусиазирани и всеотдайни специалисти. Набелязват се мерки за привличане, приемане и насочване на клиенти. Кабинетите се оборудват с най-необходимите учебни пособия. Изготвят се първият учебен план и учебните програми по отделните рехабилитационни дисциплини, както и длъжностните характеристики за персонала и дневния режим. Периодично се провеждат конкурси за най-добър четец на Брайл. Въвежда се провеждането на производствена практика и учебно-възпитателни екскурзии.
Още с разкриването си в Рехабилитационния център наред с обучението по основна рехабилитация се започва и професионално обучение в електромонтаж, плетене на пазарски мрежи. Обучението по електромонтаж се налага, защото в повечето специални производствени предприятия на Съюза на слепите в България по онова време съществуват електромонтажни цехове, в които завършилите курсовете по професионално обучение в голямото си мнозинство започват работа. Особено перспективно се оказва обучението в плетене на пазарски мрежи. По-голямата част от обучаваните започват работа най-вече като надомници в тогавашните производствени предприятия „Успех“ на ССБ. Тогавашният ръководител на Рехабилитационния център Христо Белобрадов полага големи грижи за предпрофесионалното и професионалното обучение. Специално внимание той отделя и за последващата професионална реализация на клиентите.
Още със своето прохождане центърът се превръща и в разработващо звено За учебници, учебни помагала и различни дидактични материали по отделни рехабилитационни дисциплини. Членове на неговия екип като Христо Белобрадов, Дамян М. Дамянов, Данчо Данчев, Владимир Желев, Роза Иванова, Елфина Божилова и Стефка Стойчева стават автори или съавтори на такива пособия.

### Нови функции (1975 – 1986)
През този период Центърът увеличава своята пропускна възможност в интернатната форма на обучение от 12 на 15 клиенти в един поток. На моменти броя на клиентите достига до 18 души.
През 1977 г. са разкрити първите щатни учителски места. Внедряват се в работата тестове и чек-листове за измерване на постиженията по отделните рехабилитационни дисциплини.
През 1977 г. в Холандия НЦРС за първи път участва в работата на международна конференция в областта на рехабилитацията на зрителнозатруднените лица. На конференцията Димитър Парапанов изнася доклад за българския опит в областта на основната рехабилитация.
През 1978 г. се въвежда индивидуалния подход в рехабилитационната работа, както и груповата работа. Организират се също специализирани кратковременни рехабилитационни курсове за късноослепели, със захарен диабет и за лица от третата възраст.
В Центъра се организират и два курса за професионална подготовка: през 1977 г. – за подготовка на акордьори на пиана; и през 1981 – 1983 г. за подготовка на програмисти. Курсът за подготовка на акордьори на пиана може да се оцени като твърде успешен. Двама от завършилите са назначени на работа, а други работят по-малко на повикване. Нито един от завършилите курса за програмисти не започва работа, въпреки положените големи усилия от страна на ръководството на центъра, а също и от Централното управление на ССБ, в лицето на д-р Евдокия Цуцулова.
От 1979 г. в Центъра се организират и курсове за подготовка на инструктори по ориентиране и мобилност за нуждите на училищата за деца с нарушено зрение, за местните организации на ССБ, структури на Министерството на труда и социалната политика и Общините.
От 1981 г. Пловдивският интернатен център, посредством свои учители, започва да осъществява рехабилитация по местоживеене, в която са обхванати 18 от 27-те съществуващи тогава окръжни организации на ССБ.
През този период ръководството на Центъра полага много големи усилия за разширяване на материалната база, но поради редица бюрократични причини усилията в тази посока не се увенчават с успех.
Ръководителят на Центъра през този период Димитър Парапанов полага много грижи за популяризиране дейността на Центъра, за набиране на клиенти и за тяхната последваща социална реинтеграция.

### Разширяване на дейността
През периода 1988 – 2001 г. директор на Центъра е Ангел Сотиров. Той също полага огромни усилия за разширяване на материалната база, подобряване на битовите условия, увеличаване броя на предлаганите услуги и реновация на цялата учебна документация. Актуализират се всички учебни програми и учебния план, въвежда се диагностичен период и въз основа на него се разработват индивидуални рехабилитационни планове за всеки отделен клиент.
Разширява се трикратно материалната база на Центъра, в резултат на което се увеличава неговият капацитет до 24 клиенти за един поток. Подобряват се също значително условията в интерната, като към всички негови стаи се обособяват санитарни възли, разкриват се 9 нови учебни кабинета, извършва се телефонизация и радиофикация на Центъра, повишава се ефективността от неговата цялостна дейност, усвояват се нови функции, разширяват се предлаганите услуги.
От 1988 г. за нуждите на местните организации на ССБ в Центъра започват да се подготвят и инструктори по полезни умения, а от 1991 – в него получават началната си специална подготовка учителите по рехабилитация от всички дневни центрове за късноослепели.
От юни 1992 г. към Центъра започва да функционира първия в страната кабинет по зрителна рехабилитация. Зрителен терапевт, работещ в екип с офталмолог и оптометрист, помага, посредством специални упражнения, на частично виждащите лица по-добре да използват и развиват остатъчното си зрение в бита и професионалната дейност. Това е от много голямо значение, като се има предвид съществуващата трайна тенденция броят на напълно слепите да намалява за сметка на лицата с остатъчни зрителни функции. Експертите, работещи в кабинета получават своята подготовка по „Тренировка на слабото зрение“ в Швеция и в Института за слепи в Хадли – САЩ. През периода 2000 – 2003 г. кабинета е дооборудван с всички необходими оптични и технически средства с огромната помощ на Жак и Вера Туиндер и фондацията им „Евиденте“ – Холандия. С тяхната финансова и експертна помощ през този период се извърши и основен ремонт на санитарните възли, с което значително се подобряват битовите условия, както в интерната, така също и в административната част на заведението.
От 1991 – 1993 г. към НЦРС функционира служба за надомна рехабилитация оглавявана от Димитър Парапанов. През периода на своето функциониране десетки хора с нарушено зрение, най-вече от Пловдив, ползват нейните услуги.
За формиране на реалистични представи в конгенетално слепите клиенти на центъра за заобикалящия ги свята при обучението по познавателни уменияна през 1998 – 1999 година се създава сбирка от модели на различни животни и машини. Моделите се оказват изключително полезни за изграждане у тези клиенти на адекватни представи за конкретните обекти.
Още от своето разкриване в центъра се рехабилитират и сляпоглухи клиенти. През декември 1998 г. С помощта на „Сенс интернешънъл“ – Великобритания и при партньорството на Националната асоциация на сляпоглухите в България /НАСГБ/ и катедра „Специална педагогика“ на СУ „Св. Кл. Охридски“ в центъра се провежда едноседмично обучение на неговия екип и на представители от НАСГБ по спецификата при рехабилитацията на хора с увредени слух и зрение, а също се извършва диагностично оценяване от английския екип на такива лица.
В НЦРС са приемани за рехабилитация и клиенти от чужбина. През 1995 г. и 2002 г. зрително затруднени лица от Молдова бяха включени в курсове по Основна рехабилитация, а през 2005 г. за нуждите на Съюза на слепите в Молдова е обучен учител по Тапицерство.
През 1995 – 1996 г., в Центъра се организират отново курсове за професионална подготовка по специалностите „Оператор на телефонна централа“, „Ремонт на велосипеди“ и „Електромонтаж“ по проект, финансиран от фонд „Професионална квалификация и безработица“ към Министерския съвет. След обучението няколко лица започват работа по придобитата професионална квалификация.
От 1995 г. Рехабилитационният център започва работа със зрително затруднени интегрирани ученици от Пловдив и неговите околности. През 2003 г. МОН назначава Ресурсен учител, който поема тяхното обучение. На интегрираните ученици и зрителнозатруднените студенти са предоставени от НЦРС за надомно ползване затворени телевизии и други учебни помощни средства.
През 1994 г. Центърът започва да подпомага обучението на студентите от специалностите специална педагогика и социална педагогика на ПУ „П. Хилендарски“ и ВТУ „Св. св. Кирил и Методий“, явявайки се база за държавния им стаж. С дейността на Центъра и оборудването му перманентно се запознават и студентите от специалност Педагогика на зрителнозатруднените от СУ „Св. Климент Охридски“.
От 2005 г. Центъра е база за провеждане на студентските стажове на зрителнозатруднените студенти от всички висши учебни заведения в страната, организирани от ССБ.
От 1994 до 2004 г. всички учители от Центъра преминават следдипломна квалификация в СУ „Св. Кл. Охридски“ по специалността Педагогика на зрително затруднените.
През 1999 г. съвместно с Фондация „Рехабилитация на слепи“ към НЦРС се разкрива Ресурсен център за подпомагане рехабилитацията на зрителнозатруднените лица в България. Той разработва и изготвя различни дидактични материали за обучението на слепите и слабовиждащите, издава специализирана литература, учебници и учебни помагала на брайлов и уголемен шрифт. За автори и съставители на тази литература са привлечени проф. Владимир Радулов, д-р Петър Стайков, Ангел Сотиров, Стефан Данчев, Иван Доброволов, Виктор Любенов, Сергей Дубина и други.
През 2000 г. ползвайки опита на Швеция в Центъра е разкрит първият в България Ресурсен кабинет. Този кабинет е място за обмен на информация, създаване на контакти и прилагане на придобити вече рехабилитационни умения. Той е оборудван със специални технически средства за хора с нарушено зрение /компютърна техника, брайлов дисплей и принтери на брайлов и плоскопечатен шрифт, пишещи машини на брайлов и плоскопечатен шрифт, затворена телевизия, лупи предназначени за слабовиждащите и др. Осигурен е постоянен достъп до интернет. До тези технически средства имат достъп всички, които преди това са преминали курс на обучение и са получили нужната подготовка. При необходимост клиентите получават консултации от учителите по зрителна рехабилитация и компютърна грамотност.
След 1990 г. Центъра развива много голяма по обем и ползотворна международна дейност. Центъра е посещаван от представители на нестопански организации и рехабилитационни центрове от Русия, Холандия, Великобритания, Македония, Германия, Франция, Италия, Финландия, Испания, САЩ, Словакия, Австрия, Кипър, Молдова, Литва, Румъния и Сърбия. Експерти на Центъра посещават сродни центрове и нестопански организации в Русия, Холандия, Германия, Сърбия, Македония, Великобритания, Швеция, Италия, Финландия, Испания и Австрия.

## Дейности
Националният център за рехабилитация на слепи е специализирано рехабилитационно заведение от учебно-професионален тип със следните основни задачи:
1. Осъществява основна рехабилитация на зрителнозатруднени лица със загубена работоспособност над 50%, в интернатна, полуинтернатна, амбулаторна, надомна и дистанционна форми.
2. Оказва методическа и консултативна помощ в областта на основната рехабилитация в цялата страна.
3. Извършва диагностично оценяване на зрителнозатруднени лица.
4. Осъществява различни форми за обучение и консултации на близките на новоослепелите.
5. Подготвя и преквалифицира учители по основна рехабилитация за нуждите на ССБ, МТСП и други организации и институции, работещи със зрителнозатруднени лица.
6. Обучава зрително затруднени лица с множество увреждания.
7. Осъществява професионална подготовка и преквалификация на зрително затруднени лица.
8. Организира и провежда курсове за квалификация и преквалификация на безработни лица по утвърдени от МТСП, НСЗ или ССБ специалности.
9. Извършва проучване и апробиране на нови методи и подходи за рехабилитация на зрително затруднени.